# Maquinaria y Elementos de Transporte

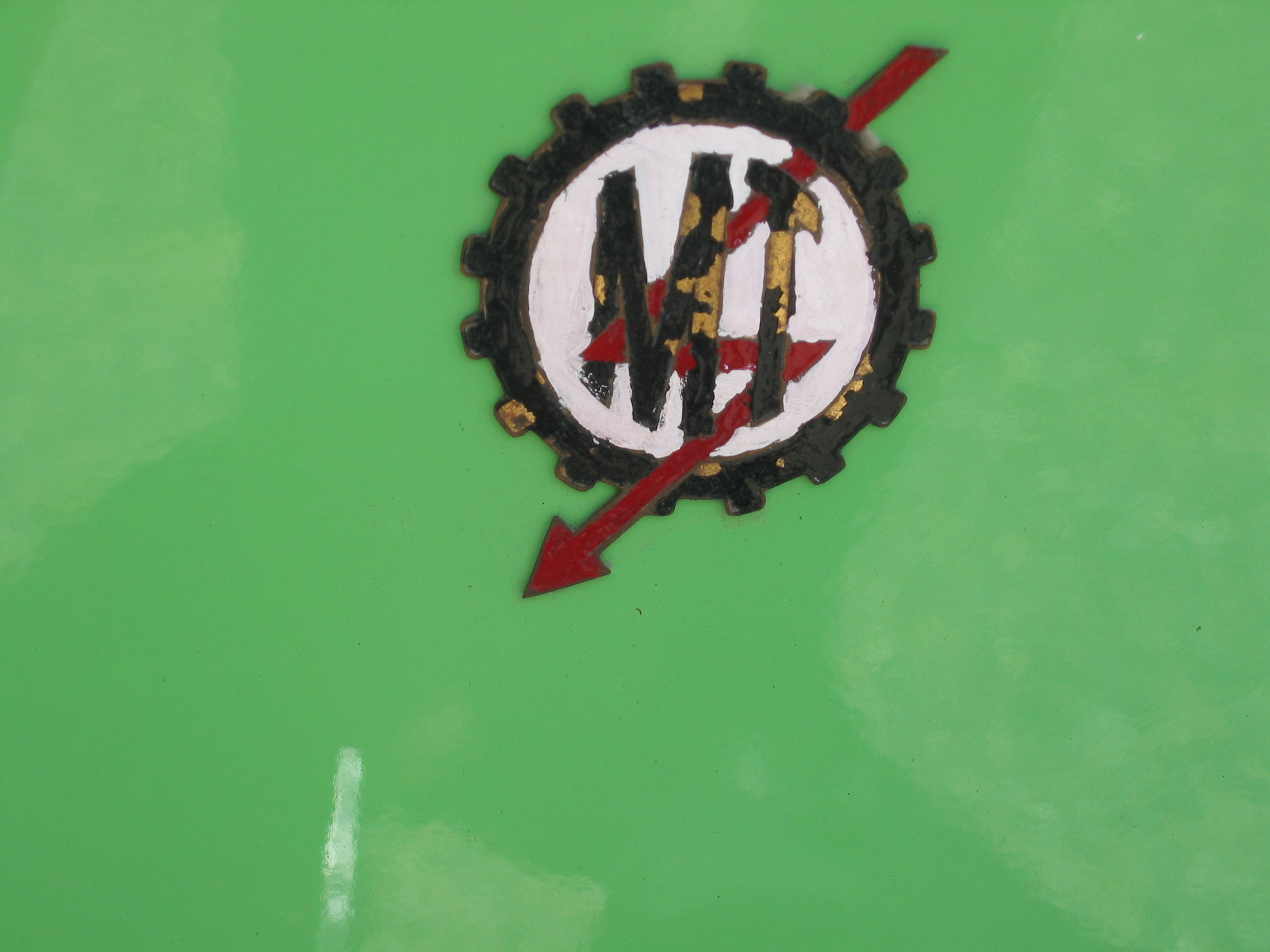
Emblem von MT

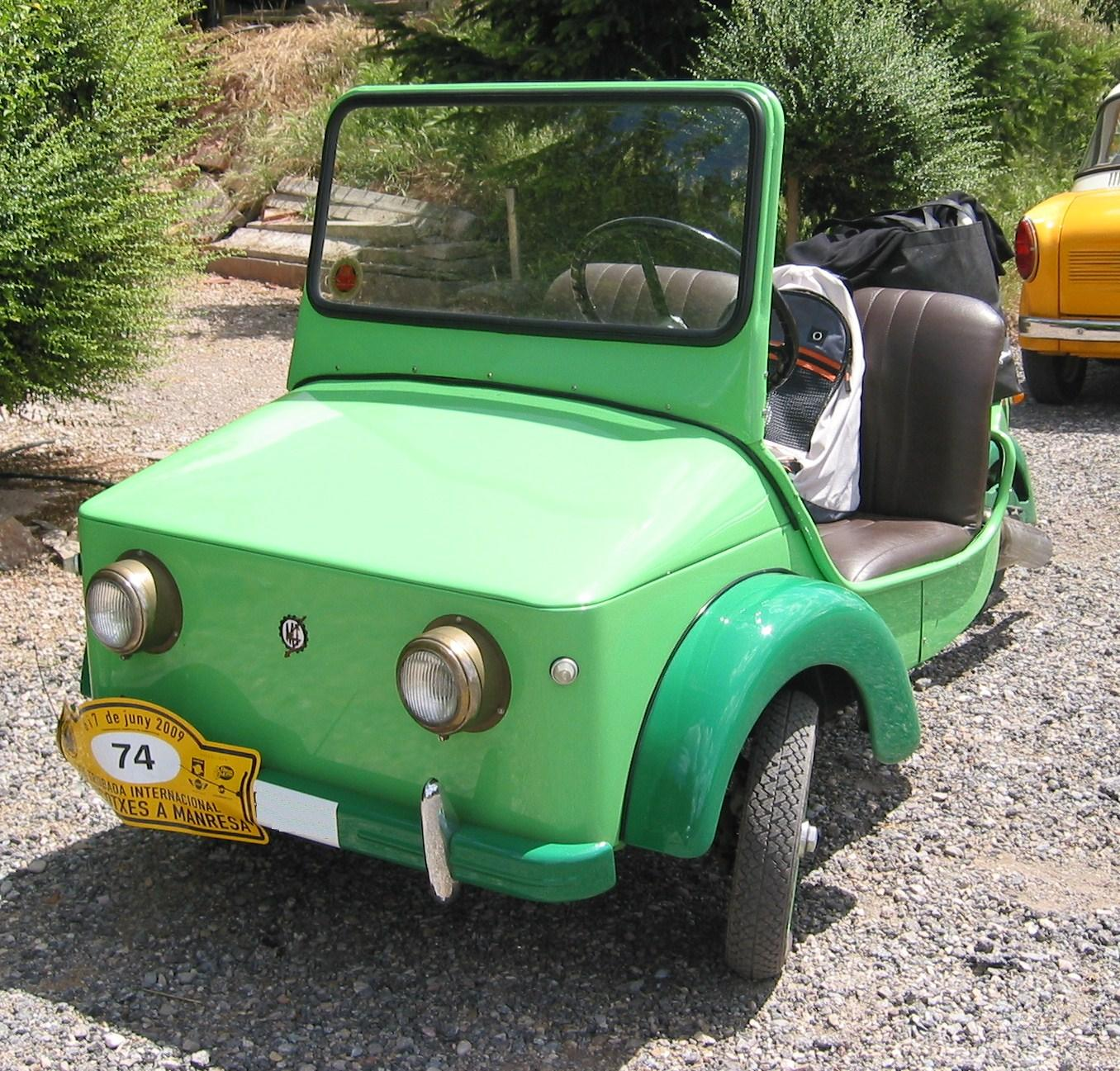
MT von 1957

MT ist ein ehemaliger spanischer Hersteller von Automobilen.

## Unternehmensgeschichte
Das Unternehmen Maquinaria y Elementos de Transporte, kurz MT aus Barcelona begann 1957 mit der Produktion von Automobilen. Im gleichen Jahr wurde die Produktion eingestellt. Es wurden nur wenige Exemplare produziert.

## Fahrzeuge
Das einzige Modell war ein Dreirad, bei dem sich das einzelne Rad hinten befand. Der Einzylindermotor mit 175 cm³ Hubraum leistete 7 PS und war vor dem einzelnen Hinterrad in Mittelmotorbauweise montiert. Die offene Karosserie bot Platz für zwei Personen.